# Ning-sia
Ning-sia (tradiční znaky: 寧夏; zjednodušené znaky: 宁夏; pinyin: Níngxià) je chuejská autonomní oblast Čínské lidové republiky.

## Geografie
Ning-sia je poměrně hornaté, nejvyšší hora Che-lan-šan ve stejnojmenném pohoří dosahuje výšky 3556 metrů. Touto oblastí protéká Žlutá řeka. Svojí rozlohou je nejmenší autonomní oblastí ČLR. Nachází se zde několik pouští, například v blízkosti města Čung-wej turisticky známá oblast Ša-pcho-tchou (沙坡头).

### Poloha
Ning-sia hraničí na severu s autonomní oblastí Vnitřní Mongolsko a s provinciemi Kan-su na jihu a Šen-si na východě.

## Administrativní členění
| Mapa oblasti       | #           | Název (čínsky) | Název (čínsky) | Název (čínsky) | Název (čínsky) | Sídelní městský obvod | Počet obyvatel (2010) |
| Mapa oblasti       | #           | český přepis   | znaky          | pchin-jin      | siao-er-ťing   | Sídelní městský obvod | Počet obyvatel (2010) |
| ------------------ | ----------- | -------------- | -------------- | -------------- | -------------- | --------------------- | --------------------- |
|                    |             |                |                |                |                |                       |                       |
| Městská prefektura |             |                |                |                |                |                       |                       |
| 1                  | Jin-čchuan  | 银川市         | Yínchuān Shì   | ىٍ ﭼُﻮًا شِ        | Sing-čching    | 1 993 088             |                       |
| 2                  | Š’-cuej-šan | 石嘴山市       | Shízuǐshān Shì | شِ ذُﻮِ شً شِ       | Ta-wu-kchou    | 725 482               |                       |
| 3                  | Wu-čung     | 吴忠市         | Wúzhōng Shì    | ءُ ﺟْﻮ شِ         | Li-tchung      | 1 273 792             |                       |
| 4                  | Čung-wej    | 中卫市         | Zhōngwèi Shì   | ﺟْﻮ وِ شِ         | Ša-pcho-tchou  | 1 080 832             |                       |
| 5                  | Ku-jüan     | 固原市         | Gùyuán Shì     | ﻗُﻮْ ﻳُﻮًا شِ       | Jüan-čou       | 1 228 156             |                       |